# Păulești (okręg Vrancea)
Păulești – wieś w Rumunii, w okręgu Vrancea, w gminie Păulești. W 2011 roku liczyła 1172
mieszkańców